# Porsche 936
Der Porsche 936 ist ein Rennwagen von Porsche. Der nach dem FIA-Reglement der Gruppe 6 aufgebaute Wagen wurde vom Werksteam 1976 bis 1979 und 1981 in der Sportwagen-Weltmeisterschaft und beim 24-Stunden-Rennen von Le Mans eingesetzt.
1976 gewann Porsche mit dem 936 parallel mit dem in der Gruppe 5 eingesetzten Porsche 935 beide Titel in der Sportwagen- und Marken-Weltmeisterschaft. In Le Mans siegte der Rennwagen 1976, 1977 und 1981 beim 24-Stunden-Rennen.
Außer dem Werksteam bauten die privaten Rennteams Joest Racing und Kremer Racing jeweils einen 936 auf und starteten damit in der Sportwagen-Weltmeisterschaft, der Interserie und in der Deutschen Rennsport-Meisterschaft (DRM). Mit dem Wagen gewann das Joest-Team 1982 mit Bob Wollek den DRM-Titel.

## Allgemeines
Für 1976 schrieb die FIA neben der bestehenden Markenweltmeisterschaft, in der Gruppe-5-Wagen starteten, zusätzlich eine Sportwagen-Weltmeisterschaft für Gruppe-6-Sportwagen aus. Porsche plante ursprünglich nur mit dem 935 in der Markenweltmeisterschaft anzutreten. Doch die Unsicherheit über ein zukünftiges Zusammenlegen der beiden Rennserien und auch das Prestige der vermeintlich schwereren Sportwagenweltmeisterschaft veranlassten Porsche, einen Gruppe-6-Wagen zu entwickeln.
Diese Entscheidung war riskant, da für die Entwicklung des Fahrzeugs nur wenige Monate Zeit blieben. Daher bedienten sich die Konstrukteure bereits vorhandener und bewährter Teile anderer Rennwagen wie des Porsche 908/03, 917/10 und 911 Carrera RSR Turbo 2.1. Das Ergebnis war der Porsche 936 Spyder, der mit fünf Siegen bei sieben Rennen überlegen die Weltmeisterschaft gewann und sich gegen den Renault-Alpine A442 behaupten konnte.
Porsche baute vom 936 drei Fahrzeuge mit den Fahrgestell-Nummern 936 001 bis 936 003. Später bauten die Privatteams Joest und Kremer zwei weitere Wagen mit den Nummern 936 004 und 936 005 auf.

## Modellentwicklung

### 936 Spyder (1976–1981)

#### Karosserie
Die Karosserie des 936 war von der des 908/03 und des 917/10 abgeleitet. Über dem Aluminium-Gitterrohrrahmen war eine windschlüpfige Kunststoffhaut aus Polyester angebracht, die sich aus dem vom 908/03 abgeleiteten Vorderteil, dem mit hochklappbaren Türen versehenen Mittelteil und dem vom 917/10 entnommenen Heck zusammensetzte.
Die Front hatte in der Mitte eine große Öffnung für den Ölkühler und die Zuleitungen für die Belüftung der vorderen Bremsen. Die Scheinwerfer waren hinter durchsichtigen und bündig in der Karosserie integrierten Kunststoffscheiben eingebaut. Die beiden Außenspiegel waren zunächst über den vorderen Kotflügeln auf zwei kurzen Stäben montiert.
Der Fahrer saß rechts im zweisitzigen Cockpit in einem Schalensitz. Im Armaturenbrett waren wenige Instrumente eingebaut, um ihn über Fahrzeugzustand zu informieren. Dominierend war der große hinter dem Lenkrad platzierte Drehzahlmesser.
Das Heck hatte einen großen zweiteiligen und verstellbaren über die komplette Breite verlaufenden Flügel. Montiert war dieser auf zwei an der Fahrzeugaußenkante befestigten senkrecht stehenden Flossen. Zusätzlich wurde der Flügel in der Mitte abgestützt. Der Motor saß als Mittelmotor vor der Hinterachse direkt hinter dem Cockpit. Das Getriebe mit dem Sperrdifferenzial lag dahinter.
Um eine gute Luftzuführung für den Motor zu erreichen, testete Porsche verschiedene Heckformen, die sich hauptsächlich in der Motorabdeckung hinter dem Cockpit unterschieden. Zunächst entschieden sich die Entwickler für die flache Form, bei der die Karosserie direkt über dem Motor geführt wurde und zum Schutz des Fahrers ein Überrollbügel hinter dem Cockpit montiert war. Beim 24-Stunden-Rennen von Le Mans 1976 setzte Porsche bereits beim zweiten Wagen die Version mit einer hochgezogenen Motorabdeckung und einer großen Lufthutze ein. Ab 1977 hatten alle 936 oberhalb des Cockpits eine Lufteinlassöffnung die zur besseren Anströmung des Ladeluftkühlers diente.
Damit das Fahrzeug ein neutrales Fahrverhalten erhielt, wurden die Benzintanks, die maximal 160 Liter fassten, links, rechts und hinter dem Cockpit eingebaut. Der Öltank befand sich hinter dem Fahrer im Motorraum.

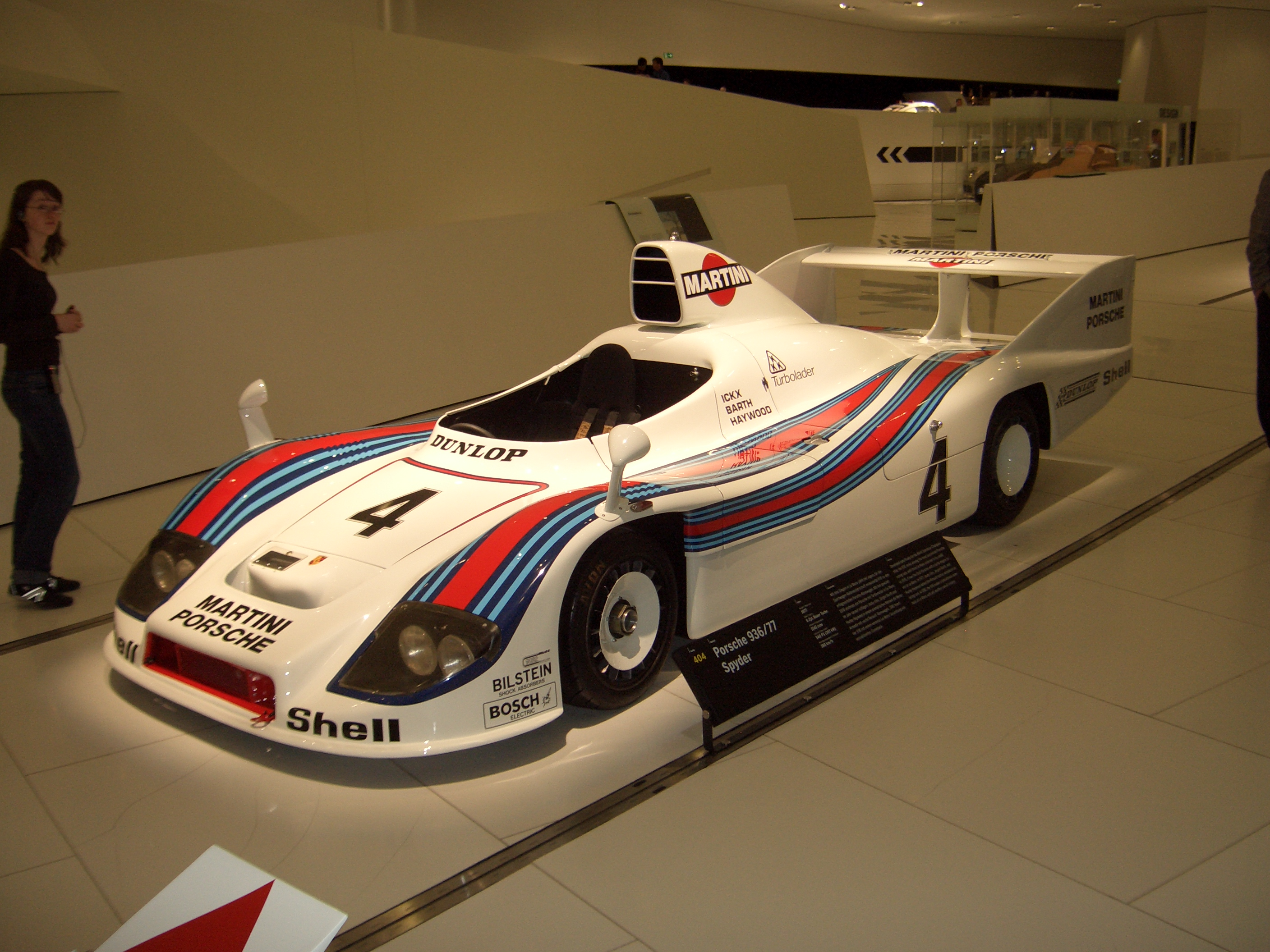
Porsche 936/77 Spyder

1977 wurde neben der Motortechnik auch die Karosserie des 936/77 überarbeitet. Im Windkanal verbesserten die Entwickler die aerodynamischen Eigenschaften. Die Außenspiegel waren beim Fahrzeug direkt auf den Kotflügeln montiert und mit strömungsgünstigen Verkleidungen versehen. Die bereits in Le Mans eingesetzte Heckpartie mit der Lufthutze wurde übernommen und deren Luftöffnung vergrößert. Die Länge des 936 war um 50 mm kürzer und der Radstand dagegen um 10 mm verlängert worden. Die Spurweite verringerten die Techniker vorne um 50 mm und hinten um 30 mm. Das Gewicht blieb mit rund 700 kg unverändert.
Der 936/78 hatte eine speziell am Heck und den Seiten geänderte Karosserie. Der Wagen war mit 4,96 Meter rund 800 mm länger als die beiden Vorgänger. Das verlängerte Heck war zum Ende stark verjüngt. Der an den Außenseiten nach unten abgeknickte verstellbare Heckflügel wurde auf zwei kurzen Flossen montiert, die weiter innen anstatt an den Außenseiten saßen.
An den beiden Seitenflächen war neu vor dem Hinterrad eine große Luftöffnung zur besseren Kühlung der hinteren Bremsen. Die Spurweiten an Vorder- und Hinterachse wurden wieder vergrößert und betrugen vorne 1540 mm und hinten 1515 mm. Bei allen nachfolgenden Fahrzeugen übernahmen die Entwickler diese Maße. Das Gewicht des Rennwagens betrug rund 780 kg. Die Karosserie blieb bei seinem Start 1979 in Le Mans unverändert.
1981 setzte Porsche den 936 zum letzten Mal beim 24-Stunden-Rennen von Le Mans ein. Der 936/81 genannte Wagen unterschied sich äußerlich nicht vom 936/78. Radstand und Fahrzeuglänge um jeweils 10 mm kürzer.

#### Fahrwerk
Der 936 hatte vorn Einzelradaufhängung mit Querlenkern und Längszugstreben, hinten Dreieckslenker mit je einer Längsschubstrebe oben und unten sowie progressiv wirkende Schraubenfedern und Bilstein-Gasdruckdämpfer.
Die Bremskraftverteilung der Zweikreis-Bremsanlage konnte je nach Fahrer und Strecke eingestellt werden. Rundum war der Wagen mit innenbelüfteten Bremsscheiben und Bremssätteln aus Aluminium ausgestattet.
Alle Fahrzeugversionen fuhren vorne auf 10,5J×15-Leichtmetallrädern mit 265/565×15-Reifen und hinten auf 15J×15-Leichtmetallrädern mit 340/600×15-Reifen.

#### Motor und Getriebe
Im 936 war 1976 ein luftgekühlter 2,1-Liter-Sechszylinder-Boxermotor eingebaut, der bereits 1974 im Rennprototyp 911 Carrera RSR Turbo 2.1 eingesetzt worden war. Der Motor hatte mit 6,5 : 1 eine niedrige Verdichtung, einen KKK-Turbolader und leistete 382 kW (520 PS) bei 8000/min. Zusätzlich wurde je Zylinderreihe ein Ladeluftkühler eingebaut. Beide Kühler waren längs über dem Motor hinter dem horizontal montierten Lüfterrad angeordnet. Der Motorblock bestand aus leichtem Magnesium. Wie bei den 911-Serienmotoren hatten die Zylinder zwei Ventile – ein Einlass- und ein Auslassventil, die von einer kettengetriebenen Nockenwelle je Zylinderreihe gesteuert wurden.
Im Gegensatz zu den Motoren des Porsche 935 und 934 hatte der Motor im 936 eine Doppelzündung.
Für den 1977 eingesetzten Wagen änderten die Entwickler die Turboaufladung. Statt eines Turboladers für beide Zylinderreihen wurden nun zwei Turbolader (je einer pro Zylinderreihe) verwendet. So konnten das Ansprechverhalten des Motors verbessert und die Leistung um rund 14 kW (20 PS) auf maximal 397 kW (540 PS) erhöht werden.
1978 überarbeitete Porsche den 2,1-Liter-Sechszylinder-Boxermotor grundlegend. Um bei einer weiteren Leistungssteigerung die thermische Beanspruchung des Motors zu beherrschen, hatte der Motor eine Luft-/Wasserkühlung. Die Ventile wurden von zwei auf vier je Zylinder umgestellt. Zur Ventilsteuerung setzten die Techniker zwei Nockenwellen je Zylinderreihe ein, die über Zahnräder angetrieben wurden.
Dadurch reichte die Luftkühlung für die Zylinderköpfe nicht mehr aus. Porsche entwickelte neue Sackzylinder, bei denen die Zylinderköpfe mit dem Zylinder verschweißt waren. Die sonst bei herkömmlichen Motoren benötigten und im Rennbetrieb anfälligen Zylinderkopfdichtungen entfielen. Die Zylinderköpfe hatten eine Wasserkühlung, bei der das Kühlwasser von unten nach oben und von Auslass- zur Einlassseite geführt wurde.
Für jede Zylinderreihe wurde eine durch die Auslassnockenwelle angetriebene Wasserpumpe eingesetzt.
Da der Lüfter nur noch die Zylinder kühlen musste, konnte der Durchmesser und die Luftfördermenge verringert werden. Durch die Umstellung der Motorkühlung verringerte sich die Temperatur an den innen mit Nikasil beschichteten Aluminiumzylindern von 280 °C beim rein luftgekühlten Motor auf 200 °C beim wasser-/luftgekühlten Motor.
Die Turboaufladung mit den zwei Turboladern und Ladeluftkühlern je Zylinderreihe blieb unverändert zum Vorjahresmodell. Jedoch stellten die Entwickler die Zündanlage um. Statt des von der Kurbelwelle angetriebenen Zündverteilers war die Zündanlage in einen Induktivgeber und Hochspannungsverteiler getrennt. Der so umgebaute Motor leistete bei 8500/min maximal 426 kW (580 PS).
1979 setzte Porsche den 936 nahezu unverändert ein. Der Motor hatte die gleiche Leistung wie der 936/78. Lediglich die Benzineinspritzung war überarbeitet worden und sorgte für einen besseren Durchzug des Motors bei niedrigen Drehzahlen.
Der letzte 1981 von Porsche entwickelte 936 hatte ebenfalls den 1978 entwickelten Motor mit Vierventiltechnik und der Wasser-/Luft-Kühlung. Dieser Motor war jedoch für den Einsatz im sogenannten Indy-Porsche, der bei den 500-Meilen-Rennen von Indianapolis starten sollte, weiterentwickelt worden.
Durch die Vergrößerung des Hubraum von 2,1 auf 2,6 Liter lieferte der Sechszylinder-Boxermotor eine Höchstleistung von 455 kW (620 PS) bei 8000/min.
Das hinter dem Motor eingebaute Fünfgang-Schaltgetriebe vom Typ 917 war über eine kurze Welle mit dem Motor verbunden. Zur Kühlung des Getriebes wurde ein separater Ölkühler eingebaut. Alle 936 hatten ein Sperrdifferenzial, um ein Durchdrehen der Räder in Kurven zu vermeiden.
Im 936/81 war statt eines Fünfganggetriebes ein Viergang-Schaltgetriebe mit einem Sperrdifferenzial eingebaut. Mit diesem Getriebe erreichte der Rennwagen eine Höchstgeschwindigkeit von etwa 360 km/h.

### Joest 936 SpyderTyp 936/80(1980)

#### Karosserie
1980 baute Reinhold Joest mit seinem Rennteam und der Unterstützung von Porsche neben den drei Werkswagen einen vierten 936 auf, der die Fahrzeug-Nummer 936 004 erhielt. Die Karosserie des 936/80 genannten entsprach weitgehend der des 936/77.
Der auffälligste Unterschied war die Fahrzeuglänge, die mit 4960 mm rund 810 mm größer als beim Wagen von 1977 war. Der Wagen hatte ein Leergewicht von rund 780 kg.

#### Fahrwerk
Das Fahrwerk mit dem Querlenker vorne mit Längszugstreben und Dreieckslenker hinten mit einer Längsschubstrebe oben und unten sowie die progressiv wirkende Schraubenfedern mit Gasdruckdämpfern entsprach dem der Porsche-Werkswagen.
Ebenso wurde deren Zweikreis-Bremsanlage mit innenbelüfteten Bremsscheiben und Bremssätteln aus Aluminium verwendet.

#### Motor und Getriebe
Während Porsche bereits für den 936/81 einen neuen 2,6-Liter-Sechszylinder-Boxermotor mit Luft-/Wasserkühlung vorsah, baute das Joest-Team den bewährten luftgekühlten 2,1-Liter-Sechszylinder-Boxermotor vom 936/77 in das neu aufgebaute Fahrzeug ein. Dieser Motor leistete mit den beiden Turboladern und Ladeluftkühlern bei 8500/min maximal 426 kW (580 PS). Mit dem Fünfgang-Schaltgetriebe erreichte der Wagen eine Endgeschwindigkeit von 350 km/h.

### Kremer 936 SpyderTyp 936/82(1982)

#### Karosserie
Nach Joest baute mit Kremer ein zweites Privatteam einen 936 auf. Der 936/82 genannte Wagen hatte die Fahrzeug-Nummer 936 005.
Porsche setzte seine Werkswagen nicht mehr ein und stellte Kremer die Baupläne zur Verfügung. Das Privatteam stellte viele Teile des Wagens wie den Aluminium-Gitterrohrrahmen, Fahrwerksteile und die Tanks neu her.
Die Karosserie, die mit dem an den Außenseiten nach unten abgeknickten Heckflügel der des 936/78 entsprach, wurde vom Porschewerk übernommen.

#### Fahrwerk
Das Fahrwerk musste von Kremer außer den Radnaben komplett neu produziert werden. Die Bremsen und die Lenkung waren noch bei Porsche vorhanden und wurden unverändert im 936/82 übernommen.

#### Motor und Getriebe
Der größte Unterschied zwischen dem Kremer-936 und den Porsche-Werkswagen war der Motor. Während Porsche ab 1978 einen turboaufgeladenen Sechszylinder-Boxermotor mit Vierventiltechnik und einer Luft-/Wasser-Kühlung einsetzte, baute Kremer in Eigenregie einen Motor auf, wie er im Porsche 935 verwendet wurde.
Der nur luftgekühlte 2,8-Sechszylinder-Boxermotor hatte noch die einfachere Zweiventiltechnik. Durch die weniger aufwändige Konstruktion und Kühltechnik hatte der Wagen ein rund 40 kg geringeres Gewicht als die Werkswagen und kam betankt und rennfertig auf ein Gewicht von 800 kg.
Das Fünfgang-Schaltgetriebe vom Typ 917 mit dem Sperrdifferenzial wurde von Porsche geliefert.

### Joest 936 CoupéTyp 936 C(1982)

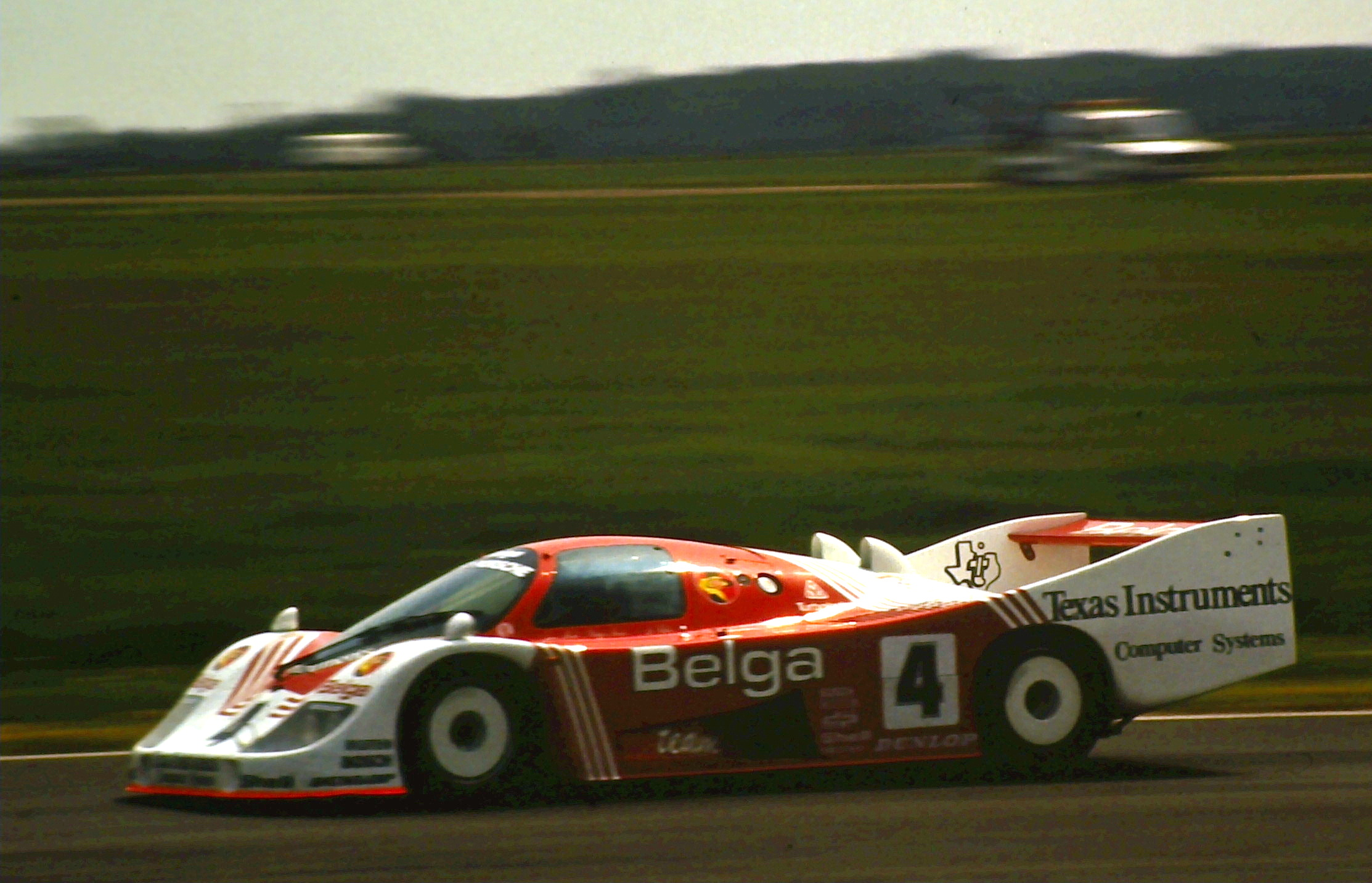
Porsche 936C von Bob Wollek, Jean-Michel Martin und Philippe Martin beim 6-Stunden-Rennen von Silverstone 1982

#### Karosserie
Joest Racing baute 1982 den nach dem Gruppe-6-Reglement konstruierten 936 in einen Gruppe-C-Rennwagen mit der Fahrgestellnummer 936 RJ 005 um. Um eine Gruppe-C-Zulassung zu erhalten, waren umfangreiche Veränderungen an dem ursprünglichen Spyder nötig.
Der Gitterrohrrahmen wurde angepasst, um die FIA-Vorgaben einzuhalten. Die Fahrzeugbreite wuchs von 1920 mm auf 1990 mm und die Länge verringerte sich von 4960 mm auf 4800 mm. Die Höhe des 936 C genannten Wagens betrug 1000 mm und war gegenüber dem 936/80 um 170 mm reduziert worden.
Augenfälligste Änderung war der reglementbedingte Umbau der Karosserie vom offenen Spyder zu einem geschlossenen Coupé. Das Fahrzeuggewicht stieg dadurch von 780 kg auf etwa 870 kg an.

#### Fahrwerk
Das Fahrwerk wurde bei dem Umbau nicht verändert und vom 936/80 übernommen.

#### Motor und Getriebe
Als Motor verwendete Joest einen luftgekühlten 2,5-Liter-Sechszylinder-Boxermotor mit zwei Turboladern. Die Zylinder hatten ein Einlass- und ein Auslassventil, die über eine Nockenwelle je Zylinderreihe gesteuert wurden.
Der Motor leistete etwa 411 kW (560 PS) bei 8000/min. Zusammen mit dem Fünfgang-Schaltgetriebe erreichte der Rennwagen wegen des geringeren Luftwiderstandes mit 360 km/h eine um 10 km/h höhere Endgeschwindigkeit als der 936/80 Spyder.

## Rennhistorie

### 1976 bis 1981 – Erfolge in der Sportwagen-Weltmeisterschaft und in Le Mans
Der Porsche 936 wurde erstmals 1976 beim 300-km-Rennen am Nürburgring eingesetzt und erreichte mit Rolf Stommelen einen fünften Rang. In den darauffolgenden Rennen der Sportwagen-Weltmeisterschaft pilotierten Jacky Ickx und Jochen Mass den Wagen auf den ersten Platz. Beim fünften Lauf, den 200 Meilen von Mosport (Kanada), platzierten sich lediglich zwei hubraumstärkere CanAm-Rennwagen der Gruppe 7, die aber keinen Anspruch auf WM-Punkte hatten, vor dem Porsche 936. Porsche gewann mit dieser Erfolgsserie souverän die Sportwagen-Weltmeisterschaft 1976 und sicherte sich parallel mit dem 935 den Titel in der Markenweltmeisterschaft. Außerdem gewannen Jacky Ickx und Gijs van Lennep mit dem 936 auch das 24-Stunden-Rennen von Le Mans, das zu diesem Zeitpunkt nicht zur Weltmeisterschaft gezählt wurde.
Ein Jahr später konnte Porsche mit dem 936/77 den Vorjahreserfolg in Le Mans wiederholen. Der Werkswagen, pilotiert von Jürgen Barth, Hurley Haywood und Jacky Ickx, siegte nach einem harten Rennen, bei dem Ickx den nach einer Reparatur an letzter Stelle liegenden Wagen durch großen fahrerischen Einsatz auf den ersten Rang fuhr.
1978 trat Porsche mit dem weiterentwickelten 936/78 in Le Mans an. Die beiden eingesetzten Werkswagen beendeten das Rennen auf den Plätzen zwei und drei hinter einem Renault-Alpine A442B.
Beim 24-Stunden-Rennen von Le Mans 1979 startete das Werksteam als Porsche-Essex und nicht, wie in den Jahren davor mit dem Sponsor Martini. Im Rennen schieden beide eingesetzten 936/79 aus. Ein Wagen wurde wegen Benzinzufuhr- und Motorproblemen vorzeitig aus dem Rennen genommen. Für den zweiten Wagen endete das Rennen mit einer Disqualifikation wegen unerlaubter Inanspruchnahme fremder Hilfe.
1980 verzichtete das Porsche-Werksteam auf einen Le Mans-Start. Es trat dort jedoch das Joest-Racing-Team mit einem neu aufgebauten Porsche 936/80 an. Der unter der Bezeichnung Porsche 908/80 fahrende Wagen erzielte den zweiten Platz hinter einem Rondeau M379B.
Reinhold Joest siegte im selben Jahr mit dem 908/80 beim Interserien-Rennen von Most. Im folgenden Jahr fuhr Jochen Mass für Joest mit dem Rennwagen vier Läufe in der Interserie und erreichte einen zweiten Platz in der Saison-Gesamtwertung.
1981 trat Porsche mit dem 936/81 wieder mit dem Werksteam in Le Mans an. Der von Jacky Ickx und Derek Bell gefahrene Wagen siegte vor zwei Rondeau M379C. Dies war der dritte Le Mans-Sieg eines Porsche 936 und für Ickx der fünfte Le Mans-Gesamtsieg.
Nach diesem Rennen setzte Porsche den 936 nicht mehr in Rennen ein.

### 1982 und 1983 – Einsätze in der DRM
In der Sportwagen-Weltmeisterschaft 1982 startete das Joest-Team mit dem neu nach dem Gruppe C-Reglement als Coupè aufgebauten Porsche 936 C. Beim 6-Stunden-Rennen von Silverstone und beim 1000-km-Rennen von Mugello konnte das Team als bestes Ergebnis jeweils einen dritten Rang in der Gesamtwertung feiern.
In der Saison 1983 bestritt das Privatteam nur noch zwei 1000-km-Rennen in Spa-Francorchamps und Kyalami mit dem Rennwagen.
Außer dem Joest-Team hatte auch Kremer-Racing einen 936 neu aufgebaut. Beide privaten Teams setzten ihre Rennwagen 1982 in der Deutschen Rennsport-Meisterschaft (DRM) ein. Dort dominierten die 936 mit insgesamt vier Siegen und sechs zweiten Plätzen die Rennsaison. Der für Joest-Racing startende Bob Wollek gewann den DRM-Titel und Rolf Stommelen wurde mit Kremer-Racing Vizemeister.
Ein Jahr später startete nur noch das Joest-Team mit dem 936/80 und 936 C in der DRM und erzielte mit den Fahrern Volkert Merl, Leopold von Bayern und Stefan Johansson mehrere Podest-Platzierungen.
In der Interserie 1982 fuhr das Joest-Team letztmals eine komplette Saison mit einem 936. Bob Wollek gewann mit dem 936/80 vier von sechs Rennen und beendete die Saison mit dem dritten Rang.
Den letzten erfolgreichen Renneinsatz hatte der 936 beim 300-km-Rennen am Nürburgring 1984. Dort fuhr Siegfried Brunn einen 936 C auf den zweiten Rang in der Gesamtwertung. Mit diesem Rennen endete die neunjährige Einsatzgeschichte des erfolgreichen Rennwagens.

### Die Ergebnisse 1976 bis 1984
1976
| Sportwagen-Weltmeisterschaft 1976 | Sportwagen-Weltmeisterschaft 1976 | Sportwagen-Weltmeisterschaft 1976 | Sportwagen-Weltmeisterschaft 1976 | Sportwagen-Weltmeisterschaft 1976 | Sportwagen-Weltmeisterschaft 1976 |
| Rennen                            | Rennen                            | Rennen                            | Rennen                            | Rennen                            | Rennen                            |
| Pos.                              | Nr.                               | Team                              | Fahrer                            | Chassistyp                        | Motortyp                          |
| --------------------------------- | --------------------------------- | --------------------------------- | --------------------------------- | --------------------------------- | --------------------------------- |
| 300-km-Rennen am Nürburgring      |                                   |                                   |                                   |                                   |                                   |
| 5                                 | 1                                 | Martini Racing                    | Rolf Stommelen                    | 936                               | 2,1 l                             |
| 4-Stunden-Rennen von Monza        |                                   |                                   |                                   |                                   |                                   |
| 1                                 | 3                                 | Martini Racing                    | Jochen Mass Jacky Ickx            | 936                               | 2,1 l                             |
| 500-km-Rennen von Imola           |                                   |                                   |                                   |                                   |                                   |
| 1                                 | 7                                 | Martini Racing                    | Jochen Mass Jacky Ickx            | 936                               | 2,1 l                             |
| Coppa Florio, Pergusa             |                                   |                                   |                                   |                                   |                                   |
| 1                                 | 4                                 | Martini Racing                    | Jochen Mass Rolf Stommelen        | 936                               | 2,1 l                             |
| 200-Meilen-Rennen von Mosport     |                                   |                                   |                                   |                                   |                                   |
| 3                                 | 20                                | Martini Racing                    | Jacky Ickx                        | 936                               | 2,1 l                             |
| 500-km-Rennen von Dijon           |                                   |                                   |                                   |                                   |                                   |
| 1                                 | 6                                 | Martini Racing                    | Jochen Mass Jacky Ickx            | 936                               | 2,1 l                             |
| 200-Meilen-Rennen am Salzburgring |                                   |                                   |                                   |                                   |                                   |
| 1                                 | 3                                 | Martini Racing                    | Jochen Mass                       | 936                               | 2,1 l                             |

| Le Mans 1976                  | Le Mans 1976 | Le Mans 1976   | Le Mans 1976               | Le Mans 1976 | Le Mans 1976 |
| Rennen                        | Rennen       | Rennen         | Rennen                     | Rennen       | Rennen       |
| Pos.                          | Nr.          | Team           | Fahrer                     | Chassistyp   | Motortyp     |
| ----------------------------- | ------------ | -------------- | -------------------------- | ------------ | ------------ |
| 24-Stunden-Rennen von Le Mans |              |                |                            |              |              |
| 1                             | 20           | Martini Racing | Jacky Ickx Gijs van Lennep | 936          | 2,1 l        |

1977
| Le Mans 1977                  | Le Mans 1977 | Le Mans 1977   | Le Mans 1977                           | Le Mans 1977 | Le Mans 1977 |
| Rennen                        | Rennen       | Rennen         | Rennen                                 | Rennen       | Rennen       |
| Pos.                          | Nr.          | Team           | Fahrer                                 | Chassistyp   | Motortyp     |
| ----------------------------- | ------------ | -------------- | -------------------------------------- | ------------ | ------------ |
| 24-Stunden-Rennen von Le Mans |              |                |                                        |              |              |
| 1                             | 4            | Martini Racing | Jürgen Barth Hurley Haywood Jacky Ickx | 936/77       | 2,1 l        |

1978
| Le Mans 1978                  | Le Mans 1978 | Le Mans 1978   | Le Mans 1978                              | Le Mans 1978 | Le Mans 1978 |
| Rennen                        | Rennen       | Rennen         | Rennen                                    | Rennen       | Rennen       |
| Pos.                          | Nr.          | Team           | Fahrer                                    | Chassistyp   | Motortyp     |
| ----------------------------- | ------------ | -------------- | ----------------------------------------- | ------------ | ------------ |
| 24-Stunden-Rennen von Le Mans |              |                |                                           |              |              |
| 2                             | 6            | Martini Racing | Bob Wollek Jürgen Barth Jacky Ickx        | 936/78       | 2,1 l        |
| 3                             | 7            | Martini Racing | Hurley Haywood Peter Gregg Reinhold Joest | 936/77       | 2,1 l        |

1980
| Sportwagen-Weltmeisterschaft 1980 | Sportwagen-Weltmeisterschaft 1980 | Sportwagen-Weltmeisterschaft 1980  | Sportwagen-Weltmeisterschaft 1980 | Sportwagen-Weltmeisterschaft 1980 | Sportwagen-Weltmeisterschaft 1980 |
| Rennen                            | Rennen                            | Rennen                             | Rennen                            | Rennen                            | Rennen                            |
| Pos.                              | Nr.                               | Team                               | Fahrer                            | Chassistyp                        | Motortyp                          |
| --------------------------------- | --------------------------------- | ---------------------------------- | --------------------------------- | --------------------------------- | --------------------------------- |
| 24-Stunden-Rennen von Le Mans     |                                   |                                    |                                   |                                   |                                   |
| 2                                 | 9                                 | Martini Racing – Equipe Liqui Moly | Jacky Ickx Reinhold Joest         | 908/80                            | 2,1 l                             |

| Interserie 1980                    | Interserie 1980 | Interserie 1980   | Interserie 1980 | Interserie 1980 | Interserie 1980 |
| Rennen                             | Rennen          | Rennen            | Rennen          | Rennen          | Rennen          |
| Pos.                               | Nr.             | Team              | Fahrer          | Chassistyp      | Motortyp        |
| ---------------------------------- | --------------- | ----------------- | --------------- | --------------- | --------------- |
| Mezinárodní závod automobilů, Most |                 |                   |                 |                 |                 |
| 1                                  | 1               | Equipe Liqui Moly | Reinhold Joest  | 908/80          | 2,1 l           |

1981
| Sportwagen-Weltmeisterschaft 1981 | Sportwagen-Weltmeisterschaft 1981 | Sportwagen-Weltmeisterschaft 1981 | Sportwagen-Weltmeisterschaft 1981        | Sportwagen-Weltmeisterschaft 1981 | Sportwagen-Weltmeisterschaft 1981 |
| Rennen                            | Rennen                            | Rennen                            | Rennen                                   | Rennen                            | Rennen                            |
| Pos.                              | Nr.                               | Team                              | Fahrer                                   | Chassistyp                        | Motortyp                          |
| --------------------------------- | --------------------------------- | --------------------------------- | ---------------------------------------- | --------------------------------- | --------------------------------- |
| 1000-km-Rennen am Nürburgring     |                                   |                                   |                                          |                                   |                                   |
| 2                                 | 1                                 | Joest Racing                      | Jochen Mass Reinhold Joest               | 908/80                            | 2,1 l                             |
| 24-Stunden-Rennen von Le Mans     |                                   |                                   |                                          |                                   |                                   |
| 1                                 | 11                                | Porsche System Engineering        | Jacky Ickx Derek Bell                    | 936/81                            | 2,65 l                            |
| 12                                | 12                                | Porsche System Engineering        | Jochen Mass Vern Schuppan Hurley Haywood | 936/81                            | 2,65 l                            |

| Interserie 1981                              | Interserie 1981 | Interserie 1981 | Interserie 1981 | Interserie 1981 | Interserie 1981 |
| Rennen                                       | Rennen          | Rennen          | Rennen          | Rennen          | Rennen          |
| Pos.                                         | Nr.             | Team            | Fahrer          | Chassistyp      | Motortyp        |
| -------------------------------------------- | --------------- | --------------- | --------------- | --------------- | --------------- |
| 1000-km-Rennen am Nürburgring                |                 |                 |                 |                 |                 |
| 1                                            | 0               | Joest Racing    | Jochen Mass     | 908/80          | 2,1 l           |
| Mezinárodní závod automobilů, Most           |                 |                 |                 |                 |                 |
| 1                                            | 0               | Joest Racing    | Jochen Mass     | 936/80          | 2,1 l           |
| Int. ADAC-Bilstein-Super-Sprint, Nürburgring |                 |                 |                 |                 |                 |
| 1                                            | 0               | Joest Racing    | Jochen Mass     | 936/80          | 2,1 l           |
| Int. ADAC/SFG Saisonabschlußrennen, Zolder   |                 |                 |                 |                 |                 |
| 2                                            | 0               | Joest Racing    | Jochen Mass     | 936/80          | 2,1 l           |

1982
| Sportwagen-Weltmeisterschaft 1982    | Sportwagen-Weltmeisterschaft 1982 | Sportwagen-Weltmeisterschaft 1982 | Sportwagen-Weltmeisterschaft 1982              | Sportwagen-Weltmeisterschaft 1982 | Sportwagen-Weltmeisterschaft 1982 |
| Rennen                               | Rennen                            | Rennen                            | Rennen                                         | Rennen                            | Rennen                            |
| Pos.                                 | Nr.                               | Team                              | Fahrer                                         | Chassistyp                        | Motortyp                          |
| ------------------------------------ | --------------------------------- | --------------------------------- | ---------------------------------------------- | --------------------------------- | --------------------------------- |
| 6-Stunden-Rennen von Silverstone     |                                   |                                   |                                                |                                   |                                   |
| 3                                    | 4                                 | Joest Racing                      | Bob Wollek Jean-Michel Martin Phillippe Martin | 936 C                             | 2,5 l                             |
| 1000-km-Rennen von Spa-Francorchamps |                                   |                                   |                                                |                                   |                                   |
| 4                                    | 4                                 | Joest Racing                      | Jean-Michel Martin Phillippe Martin            | 936 C                             | 2,5 l                             |
| 1000-km-Rennen von Mugello           |                                   |                                   |                                                |                                   |                                   |
| 3                                    | 1                                 | Joest Racing                      | Bob Wollek Hans Heyer Henri Pescarolo          | 936 C                             | 2,5 l                             |
| 1000-km-Rennen von Brands Hatch      |                                   |                                   |                                                |                                   |                                   |
| 8                                    | 21                                | Joest Racing                      | Bob Wollek Henri Pescarolo Hans Heyer          | 936 C                             | 2,5 l                             |

| Deutsche-Rennsport-Meisterschaft 1982           | Deutsche-Rennsport-Meisterschaft 1982 | Deutsche-Rennsport-Meisterschaft 1982 | Deutsche-Rennsport-Meisterschaft 1982 | Deutsche-Rennsport-Meisterschaft 1982 | Deutsche-Rennsport-Meisterschaft 1982 |
| Rennen                                          | Rennen                                | Rennen                                | Rennen                                | Rennen                                | Rennen                                |
| Pos.                                            | Nr.                                   | Team                                  | Fahrer                                | Chassistyp                            | Motortyp                              |
| ----------------------------------------------- | ------------------------------------- | ------------------------------------- | ------------------------------------- | ------------------------------------- | ------------------------------------- |
| Int. Rundstreckenrennen Bergischer Löwe, Zolder |                                       |                                       |                                       |                                       |                                       |
| 2                                               | 2                                     | Vegla-Racing-Team Joest-Porsche       | Bob Wollek                            | 936/80                                | 2,1 l                                 |
| 3                                               | 8                                     | Porsche Kremer Racing                 | Rolf Stommelen                        | 936/82                                | 2,8 l                                 |
| Int. AvD Deutschland Trophäe, Hockenheim        |                                       |                                       |                                       |                                       |                                       |
| 1                                               | 2                                     | Vegla-Racing-Team Joest-Porsche       | Bob Wollek                            | 936/80                                | 2,1 l                                 |
| 2                                               | 8                                     | Porsche Kremer Racing                 | Rolf Stommelen                        | 936/82                                | 2,8 l                                 |
| Int. ADAC-Eifelrennen, Nürburgring              |                                       |                                       |                                       |                                       |                                       |
| 2                                               | 8                                     | Porsche Kremer Racing                 | Rolf Stommelen                        | 936/82                                | 2,8 l                                 |
| 5                                               | 2                                     | Vegla-Racing-Team Joest-Porsche       | Bob Wollek                            | 936/80                                | 2,1 l                                 |
| ADAC-Flugplatzrennen, Mainz-Finthen             |                                       |                                       |                                       |                                       |                                       |
| 1                                               | 2                                     | Vegla-Racing-Team Joest-Porsche       | Bob Wollek                            | 936/80                                | 2,1 l                                 |
| 2                                               | 8                                     | Porsche Kremer Racing                 | Rolf Stommelen                        | 936/82                                | 2,8 l                                 |
| Int. ADAC-Bavaria-Rennen, Salzburgring          |                                       |                                       |                                       |                                       |                                       |
| 1                                               | 2                                     | Vegla-Racing-Team Joest-Porsche       | Bob Wollek                            | 936/80                                | 2,1 l                                 |
| Int. ADAC-Flugplatzrennen, Wunstorf             |                                       |                                       |                                       |                                       |                                       |
| 1                                               | 8                                     | Porsche Kremer Racing                 | Rolf Stommelen                        | 936/82                                | 2,8 l                                 |
| 2                                               | 2                                     | Vegla-Racing-Team Joest-Porsche       | Bob Wollek                            | 936/80                                | 2,1 l                                 |
| 200 Meilen von Nürnberg, Norisring              |                                       |                                       |                                       |                                       |                                       |
| 3                                               | 2                                     | Vegla-Racing-Team Joest-Porsche       | Bob Wollek                            | 936/80                                | 2,1 l                                 |
| Großer Preis von Deutschland, Hockenheimring    |                                       |                                       |                                       |                                       |                                       |
| 3                                               | 2                                     | Vegla-Racing-Team Joest-Porsche       | Bob Wollek                            | 936/80                                | 2,1 l                                 |
| 7                                               | 5                                     | Vegla-Racing-Team Joest-Porsche       | Volkert Merl                          | 936 C                                 | 2,5 l                                 |
| Int. ADAC-Hessen-Cup, Hockenheim                |                                       |                                       |                                       |                                       |                                       |
| 2                                               | 2                                     | Vegla-Racing-Team Joest-Porsche       | Bob Wollek                            | 936 C                                 | 2,5 l                                 |

| Interserie 1982                            | Interserie 1982 | Interserie 1982 | Interserie 1982    | Interserie 1982 | Interserie 1982 |
| Rennen                                     | Rennen          | Rennen          | Rennen             | Rennen          | Rennen          |
| Pos.                                       | Nr.             | Team            | Fahrer             | Chassistyp      | Motortyp        |
| ------------------------------------------ | --------------- | --------------- | ------------------ | --------------- | --------------- |
| 300-km-Rennen am Nürburgring               |                 |                 |                    |                 |                 |
| 1                                          | 1               | Joest Racing    | Bob Wollek         | 936/80          | 2,1 l           |
| 3                                          | 0               | Joest Racing    | Jean-Michel Martin | 936 C           | 2,5 l           |
| Großer Preis der Tourenwagen, Nürburgring  |                 |                 |                    |                 |                 |
| 1                                          | 1               | Joest Racing    | Bob Wollek         | 936/80          | 2,1 l           |
| Int. Rundstreckenrennen Neuss, Nürburgring |                 |                 |                    |                 |                 |
| 1                                          | 1               | Joest Racing    | Bob Wollek         | 936/80          | 2,1 l           |
| 3                                          |                 | Joest Racing    | Volkert Merl       | 936 C           | 2,5 l           |
| Mezinárodní závod automobilů, Most         |                 |                 |                    |                 |                 |
| 1                                          | 1               | Joest Racing    | Bob Wollek         | 936/80          | 2,1 l           |

1983
| Sportwagen-Weltmeisterschaft 1983    | Sportwagen-Weltmeisterschaft 1983 | Sportwagen-Weltmeisterschaft 1983 | Sportwagen-Weltmeisterschaft 1983                                  | Sportwagen-Weltmeisterschaft 1983 | Sportwagen-Weltmeisterschaft 1983 |
| Rennen                               | Rennen                            | Rennen                            | Rennen                                                             | Rennen                            | Rennen                            |
| Pos.                                 | Nr.                               | Team                              | Fahrer                                                             | Chassistyp                        | Motortyp                          |
| ------------------------------------ | --------------------------------- | --------------------------------- | ------------------------------------------------------------------ | --------------------------------- | --------------------------------- |
| 1000-km-Rennen von Spa-Francorchamps |                                   |                                   |                                                                    |                                   |                                   |
| 8                                    | 15                                | Joest Racing                      | Dieter Schornstein Louis Krages („John Winter“) Jean-Michel Martin | 936 C                             | 2,68 l                            |
| 1000-km-Rennen von Kyalami           |                                   |                                   |                                                                    |                                   |                                   |
| 7                                    | 15                                | Joest Racing                      | Leopold von Bayern Siegfried Brunn Klaus Groeger                   | 936 C                             | 2,68 l                            |

| Deutsche-Rennsport-Meisterschaft 1983           | Deutsche-Rennsport-Meisterschaft 1983 | Deutsche-Rennsport-Meisterschaft 1983 | Deutsche-Rennsport-Meisterschaft 1983 | Deutsche-Rennsport-Meisterschaft 1983 | Deutsche-Rennsport-Meisterschaft 1983 |
| Rennen                                          | Rennen                                | Rennen                                | Rennen                                | Rennen                                | Rennen                                |
| Pos.                                            | Nr.                                   | Team                                  | Fahrer                                | Chassistyp                            | Motortyp                              |
| ----------------------------------------------- | ------------------------------------- | ------------------------------------- | ------------------------------------- | ------------------------------------- | ------------------------------------- |
| Int. Rundstreckenrennen Bergischer Löwe, Zolder |                                       |                                       |                                       |                                       |                                       |
| 3                                               | 2                                     | Joest Racing                          | Volkert Merl                          | 936 C                                 | 2,68 l                                |
| Int. AvD Deutschland Trophäe, Hockenheim        |                                       |                                       |                                       |                                       |                                       |
| 2                                               | 1                                     | Joest Racing                          | Volkert Merl                          | 936 C                                 | 2,68 l                                |
| 3                                               | 3                                     | Warsteiner Team Joest Racing          | Leopold von Bayern                    | 936/80                                | 2,1 l                                 |
| Int. ADAC-Avus-Rennen, Avus                     |                                       |                                       |                                       |                                       |                                       |
| 5                                               |                                       | Warsteiner Team Joest Racing          | Leopold von Bayern                    | 936/80                                | 2,1 l                                 |
| ADAC-Flugplatzrennen, Mainz-Finthen             |                                       |                                       |                                       |                                       |                                       |
| 9                                               |                                       | Warsteiner Team Joest Racing          | Leopold von Bayern                    | 936/80                                | 2,1 l                                 |
| 200 Meilen von Nürnberg, Norisring              |                                       |                                       |                                       |                                       |                                       |
| 4                                               | 4                                     | Joest Racing                          | Stefan Johansson                      | 936 C                                 | 2,68 l                                |
| 7                                               | 3                                     | Warsteiner Team Joest Racing          | Leopold von Bayern                    | 936/80                                | 2,1 l                                 |
| Int. ADAC-Flugplatzrennen, Diepholz             |                                       |                                       |                                       |                                       |                                       |
| 5                                               |                                       | Warsteiner Team Joest Racing          | Leopold von Bayern                    | 936/80                                | 2,1 l                                 |

1984
| Interserie 1984              | Interserie 1984 | Interserie 1984 | Interserie 1984 | Interserie 1984 | Interserie 1984 |
| Rennen                       | Rennen          | Rennen          | Rennen          | Rennen          | Rennen          |
| Pos.                         | Nr.             | Team            | Fahrer          | Chassistyp      | Motortyp        |
| ---------------------------- | --------------- | --------------- | --------------- | --------------- | --------------- |
| 300-km-Rennen am Nürburgring |                 |                 |                 |                 |                 |
| 2                            | 1               | Joest Racing    | Siegfried Brunn | 936 C           | 2,68 l          |

## Technische Daten
Der Porsche 936 wurde von 1976 bis 1982 in folgenden Ausführungen produziert und eingesetzt:
| Porsche 936:               | 936 Spyder (1976)                                                                                                | 936/77 Spyder (1977)                                                                                             | 936/78 Spyder (1978)                                                                                             | 936/81 Spyder (1981)                                                                                             | 936/80 Spyder (1980) Joest-Racing                                                                                | 936/82 Spyder (1982) Kremer-Racing                                                                               | 936 C Coupé (1982) Joest-Racing                                                                                  |
| -------------------------- | --- | --- | --- | --- | --- | --- | --- |
| Motor:                     | 6-Zylinder-Boxermotor (Viertakt) 1976 ein Abgasturbolader, ab 1977 zwei Abgasturbolader mit zwei Ladeluftkühlern | 6-Zylinder-Boxermotor (Viertakt) 1976 ein Abgasturbolader, ab 1977 zwei Abgasturbolader mit zwei Ladeluftkühlern | 6-Zylinder-Boxermotor (Viertakt) 1976 ein Abgasturbolader, ab 1977 zwei Abgasturbolader mit zwei Ladeluftkühlern | 6-Zylinder-Boxermotor (Viertakt) 1976 ein Abgasturbolader, ab 1977 zwei Abgasturbolader mit zwei Ladeluftkühlern | 6-Zylinder-Boxermotor (Viertakt) 1976 ein Abgasturbolader, ab 1977 zwei Abgasturbolader mit zwei Ladeluftkühlern | 6-Zylinder-Boxermotor (Viertakt) 1976 ein Abgasturbolader, ab 1977 zwei Abgasturbolader mit zwei Ladeluftkühlern | 6-Zylinder-Boxermotor (Viertakt) 1976 ein Abgasturbolader, ab 1977 zwei Abgasturbolader mit zwei Ladeluftkühlern |
| Hubraum:                   | 2142 cm³ | 2142 cm³ | 2140 cm³ | 2650 cm³ | 2140 cm³ | 2806 cm³ | 2517 cm³ |
| Bohrung × Hub:             | 83,0 × 66,0 mm                                                                                                   | 83,0 × 66,0 mm                                                                                                   | 87,0 × 60,0 mm                                                                                                   | 92,3 × 66,0 mm                                                                                                   | 87,0 × 60,0 mm                                                                                                   | 92,0 × 70,4 mm                                                                                                   | 90,0 × 66,0 mm                                                                                                   |
| Leistung bei 1/min:        | 382 kW (520 PS) 8000                                                                                             | 397 kW (540 PS) 8000                                                                                             | 426 kW (580 PS) 8500                                                                                             | 455 kW (620 PS) 8000                                                                                             | 426 kW (580 PS) 8500                                                                                             | 433 kW (590 PS) 7900                                                                                             | 411 kW (560 PS) 8000                                                                                             |
| Max. Drehmoment bei 1/min: | 480 Nm bei 6000                                                                                                  | 490 Nm bei 6000                                                                                                  | | 539 Nm bei 6450                                                                                                  | | 588 Nm bei 5400                                                                                                  | |
| Verdichtung:               | 6,5 : 1 | 6,5 : 1 | 7,0 : 1 | 7,2 : 1 | 7,0 : 1 | 6,5 : 1 | |
| Ventilsteuerung:           | je eine obenliegende Nockenwelle mit Kettenantrieb                                                               | je eine obenliegende Nockenwelle mit Kettenantrieb                                                               | je zwei obenliegende Nockenwellen mit Steuerradantrieb                                                           | je zwei obenliegende Nockenwellen mit Steuerradantrieb                                                           | je eine obenliegende Nockenwelle mit Kettenantrieb                                                               | je eine obenliegende Nockenwelle mit Kettenantrieb                                                               | je eine obenliegende Nockenwelle mit Kettenantrieb                                                               |
| Kühlung:                   | Luftkühlung (Gebläse)                                                                                            | Luftkühlung (Gebläse)                                                                                            | Luftkühlung (Gebläse), Zylinderköpfe mit Wasserkühlung                                                           | Luftkühlung (Gebläse), Zylinderköpfe mit Wasserkühlung                                                           | Luftkühlung (Gebläse)                                                                                            | Luftkühlung (Gebläse)                                                                                            | Luftkühlung (Gebläse)                                                                                            |
| Getriebe:                  | 5-Gang-Getriebe, Sperrdifferenzial, Hinterradantrieb                                                             | 5-Gang-Getriebe, Sperrdifferenzial, Hinterradantrieb                                                             | 5-Gang-Getriebe, Sperrdifferenzial, Hinterradantrieb                                                             | 4-Gang-Getriebe, Sperrdifferenzial, Hinterradantrieb                                                             | 5-Gang-Getriebe, Sperrdifferenzial, Hinterradantrieb                                                             | 5-Gang-Getriebe, Sperrdifferenzial, Hinterradantrieb                                                             | 5-Gang-Getriebe, Sperrdifferenzial, Hinterradantrieb                                                             |
| Bremsen:                   | Scheibenbremsen (innenbelüftet)                                                                                  | Scheibenbremsen (innenbelüftet)                                                                                  | Scheibenbremsen (innenbelüftet)                                                                                  | Scheibenbremsen (innenbelüftet)                                                                                  | Scheibenbremsen (innenbelüftet)                                                                                  | Scheibenbremsen (innenbelüftet)                                                                                  | Scheibenbremsen (innenbelüftet)                                                                                  |
| Radaufhängung vorn:        | Querlenker mit Längsschubstreben, Querstabilisator                                                               | Querlenker mit Längsschubstreben, Querstabilisator                                                               | Querlenker mit Längsschubstreben, Querstabilisator                                                               | Querlenker mit Längsschubstreben, Querstabilisator                                                               | Querlenker mit Längsschubstreben, Querstabilisator                                                               | Querlenker mit Längsschubstreben, Querstabilisator                                                               | Querlenker mit Längsschubstreben, Querstabilisator                                                               |
| Radaufhängung hinten:      | je ein unterer Dreieckslenker und je eine obere und untere Längsschubstrebe                                      | je ein unterer Dreieckslenker und je eine obere und untere Längsschubstrebe                                      | je ein unterer Dreieckslenker und je eine obere und untere Längsschubstrebe                                      | je ein unterer Dreieckslenker und je eine obere und untere Längsschubstrebe                                      | je ein unterer Dreieckslenker und je eine obere und untere Längsschubstrebe                                      | je ein unterer Dreieckslenker und je eine obere und untere Längsschubstrebe                                      | je ein unterer Dreieckslenker und je eine obere und untere Längsschubstrebe                                      |
| Federung vorn:             | eine progressiv wirkende Schraubenfeder je Rad mit Gasdruckstoßdämpfer                                           | eine progressiv wirkende Schraubenfeder je Rad mit Gasdruckstoßdämpfer                                           | eine progressiv wirkende Schraubenfeder je Rad mit Gasdruckstoßdämpfer                                           | eine progressiv wirkende Schraubenfeder je Rad mit Gasdruckstoßdämpfer                                           | eine progressiv wirkende Schraubenfeder je Rad mit Gasdruckstoßdämpfer                                           | eine progressiv wirkende Schraubenfeder je Rad mit Gasdruckstoßdämpfer                                           | eine progressiv wirkende Schraubenfeder je Rad mit Gasdruckstoßdämpfer                                           |
| Federung hinten:           | eine progressiv wirkende Schraubenfeder je Rad mit Gasdruckstoßdämpfer                                           | eine progressiv wirkende Schraubenfeder je Rad mit Gasdruckstoßdämpfer                                           | eine progressiv wirkende Schraubenfeder je Rad mit Gasdruckstoßdämpfer                                           | eine progressiv wirkende Schraubenfeder je Rad mit Gasdruckstoßdämpfer                                           | eine progressiv wirkende Schraubenfeder je Rad mit Gasdruckstoßdämpfer                                           | eine progressiv wirkende Schraubenfeder je Rad mit Gasdruckstoßdämpfer                                           | eine progressiv wirkende Schraubenfeder je Rad mit Gasdruckstoßdämpfer                                           |
| Karosserie:                | Aluminium-Gitterrohrrahmen mit Kunststoffkarosserie                                                              | Aluminium-Gitterrohrrahmen mit Kunststoffkarosserie                                                              | Aluminium-Gitterrohrrahmen mit Kunststoffkarosserie                                                              | Aluminium-Gitterrohrrahmen mit Kunststoffkarosserie                                                              | Aluminium-Gitterrohrrahmen mit Kunststoffkarosserie                                                              | Aluminium-Gitterrohrrahmen mit Kunststoffkarosserie                                                              | Aluminium-Gitterrohrrahmen mit Kunststoffkarosserie                                                              |
| Spurweite vorn/hinten:     | 1580/1510 mm | 1530/1480 mm | 1540/1515 mm | 1540/1515 mm | 1540/1515 mm | 1540/1515 mm | 1540/1515 mm |
| Radstand:                  | 2400 mm | 2410 mm | 2410 mm | 2400 mm | 2410 mm | 2410 mm | 2410 mm |
| Reifen/Felgen:             | VA: 265/565 × 15 auf 10,5J × 15 HA: 340/600 × 15 auf 15J × 15                                                    | VA: 265/565 × 15 auf 10,5J × 15 HA: 340/600 × 15 auf 15J × 15                                                    | VA: 265/565 × 15 auf 10,5J × 15 HA: 340/600 × 15 auf 15J × 15                                                    | VA: 265/565 × 15 auf 10,5J × 15 HA: 340/600 × 15 auf 15J × 15                                                    | VA: 265/565 × 15 auf 10,5J × 15 HA: 340/600 × 15 auf 15J × 15                                                    | VA: 265/565 × 15 auf 10,5J × 15 HA: 340/600 × 15 auf 15J × 15                                                    | VA: 265/565 × 15 auf 10,5J × 15 HA: 340/600 × 15 auf 15J × 15                                                    |
| Maße L × B × H:            | 4200 × 1980 × 1010 mm                                                                                            | 4150 × 1930 × 1010 mm                                                                                            | 4960 × ? × ? mm                                                                                                  | 4950 × 1920 × 1270 mm                                                                                            | 4960 × 1920 × 1170 mm                                                                                            | 4960 × ? × ? mm                                                                                                  | 4800 × 1990 × 1000 mm                                                                                            |
| Leergewicht:               | 700 kg | 700 kg | 780 kg | 780 kg | 780 kg | 780 kg | 870 kg |
| Höchstgeschwindigkeit:     | 350 km/h | 360 km/h | 360 km/h | 360 km/h | 350 km/h | 350 km/h | 360 km/h |

### Porsche-Datenbank
- Porsche 936 Spyder auf Porsche.com (Memento vom 22. Oktober 2009 im Internet Archive)
- Porsche 936/81 Spyder auf Porsche.com (Memento vom 22. Oktober 2009 im Internet Archive)

### Bericht im Internet
- Der Porsche 936 auf Ultimatecarpage.com (englisch)